# Бібін Леонід Олексійович
Леонід Олексійович Бібін (нар. 12 січня 1930, Дніпропетровськ) — радянський державний діяч, 1-й заступник голови Держплану СРСР, 1-й заступник голови Державного будівельного комітету СРСР — міністр СРСР, торговий представник СРСР (Російської Федерації) в Монгольській Народній Республіці. Кандидат у члени ЦК КПРС у 1986—1990 роках. Кандидат економічних наук (1968).

## Життєпис
Народився в родині службовця.
У 1946—1951 роках — студент Дніпропетровського інституту інженерів залізничного транспорту, інженер шляхів сполучення.
У 1951—1954 роках — мостовий бригадир, майстер, заступник начальника дистанції колії Амурської залізниці в Читинській області.
Член КПРС з 1953 року.
У 1954—1956 роках — інструктор, завідувач промислово-транспортного відділу Сковородинського міського комітету КПРС Амурської області.
У 1956—1958 роках — інструктор, заступник завідувача відділу Амурського обласного комітету КПРС.
У 1958—1962 роках — секретар, 2-й секретар, у 1962—1963 роках — 1-й секретар Благовєщенського міського комітету КПРС Амурської області.
У 1963—1964 роках — завідувач відділу Амурського обласного комітету КПРС.
У 1964—1967 роках — аспірант Академії суспільних наук при ЦК КПРС.
У 1967—1971 роках — інструктор відділу будівництва ЦК КПРС.
У 1971—1973 роках — начальник Головного планово-економічного управління, член колегії міністерства будівництва СРСР.
У 1973—1982 роках — заступник міністра, у 1982—1984 роках — 1-й заступник міністра будівництва СРСР.
У 1984—1986 роках — 1-й заступник голови Державної планової комісії (Держплану) СРСР.
25 серпня 1986 — жовтень 1989 року — 1-й заступник голови Державного будівельного комітету СРСР — міністр СРСР (з 25 серпня 1986 по 7 червня 1989).
У листопаді 1989 — травні 1993 року — торговий представник СРСР (Російської Федерації) в Монгольській Народній Республіці.
З 1993 року — на пенсії.

## Нагороди і звання
- ордени
- медалі